# Rolf Richter (Historiker)
Rolf Richter (* 12. März 1945 in Pirna; † 21. Mai 2009 in Berlin) war ein deutscher Historiker, der insbesondere zum Faschismus forschte und publizierte. Er war von 1984 bis zur Abwicklung 1990 Professor und Direktor des Instituts für Geschichte der deutschen Arbeiterbewegung der Akademie für Gesellschaftswissenschaften beim ZK der SED. Zuletzt war er Leiter der Historischen Arbeitsstelle des Berlin-Brandenburger Bildungswerkes und wissenschaftlicher Mitarbeiter der Rosa-Luxemburg-Stiftung.

## Leben
Richter wuchs in einer Lehrerfamilie in der Sächsischen Schweiz auf. Nach dem Abitur studierte er inspiriert durch seinen Geschichtslehrer Geschichte und Germanistik an der Pädagogischen Hochschule „Karl Friedrich Wilhelm Wander“ Dresden. Seine Diplomarbeit befasste sich mit der Alten Sozialdemokratischen Partei Deutschlands. Er leistete Wehrdienst bei der Nationalen Volksarmee (NVA) und bewarb sich 1969 als planmäßiger Aspirant an der Akademie für Gesellschaftswissenschaften beim ZK der SED in Berlin. Bei der Aufnahme stellte er Gerhard Lozeks kritische Analyse zu den Thesen Ernst Noltes vor. Mit einer Arbeit über die US-amerikanische Geschichtsschreibung über den Nationalsozialismus (Historisch-politische Grundprobleme der Faschismusinterpretation der dominierenden bürgerlichen US-Historiographie) wurde er 1974 promoviert (Promotion A). 1980 schloss er die Promotion B zum Dr. sc. phil. mit der Schrift Beiträge zur Analyse und Kritik bürgerlicher und anderer nichtmarxistischer Faschismusinterpretationen und -darstellungen ab.
Von 1970 bis zur Abwicklung 1990 war er am Institut für Geschichte der deutschen Arbeiterbewegung der Akademie für Gesellschaftswissenschaften beim ZK der SED tätig, zunächst als Aspirant, dann als wissenschaftlicher Oberassistent, Dozent und Forschungsbereichsleiter sowie von 1981 bis 1983 als Sekretär des Instituts. Ab 1984 war er ordentlicher Professor für die Geschichte der deutschen Arbeiterbewegung und Direktor des Instituts. Sein Arbeitsschwerpunkt waren Faschismustheorien.
1982 war er Teilnehmer der SED-Delegation auf einer internationalen Konferenz zum 100. Geburtstag von Georgi Dimitrow, einem international prominenten bulgarischen kommunistischen Politiker, zu dem er später eine deutsche Übersetzung herausgeben sollte. Zu seinen Forschungsschwerpunkten gehörten die Geschichte der Arbeiterbewegung, Christen und Kirchen in der DDR und der Faschismus (siehe Marxistische Faschismustheorie). Er war in der DDR Mitglied der Kampfgruppen der Arbeiterklasse und der SED-Grundorganisationsleitung sowie Aktivist der sozialistischen Arbeit.
Nach der Wende schied er wegen seiner exponierten Stellung in der DDR aus dem Dienst. 1989/90 regte er beim Parteivorstand der PDS die Arbeitsgemeinschaft Rechtsextremismus/Antifaschismus an und schrieb für den Rundbrief. 1990 wurde er Leiter der Historischen Arbeitsstelle des Berlin-Brandenburger Bildungswerkes. 1999 wurde er wissenschaftlicher Mitarbeiter der PDS-nahen Rosa-Luxemburg-Stiftung in Berlin. Richter war Autor und Herausgeber mehrerer Bücher.

## Schriften (Auswahl)
- mit Gerhard Lozek: Legende oder Rechtfertigung? Zur Kritik der Faschismustheorien in der bürgerlichen Geschichtsschreibung (= Zur Kritik der bürgerlichen Ideologie. 97). Akademie-Verlag, Berlin 1979 (erschienen 1980 im Verlag Marxistische Blätter in Frankfurt am Main, ISBN 3-88012-516-3).
- (Hrsg.): Georgi Dimitroff: Gegen Faschismus und Krieg. Ausgewählte Reden und Schriften. Übersetzung aus dem Bulgarischen, Reclam-Verlag, Leipzig 1982.
- Sozioökonomische und politische Aspekte der Faschismusdiskussion im emigrierten Frankfurter Institut für Sozialforschung. In: Helga Grebing, Klaus Kinner (Hrsg.): Arbeiterbewegung und Faschismus. Faschismus-Interpretationen in der europäischen Arbeiterbewegung. Klartext Verlag, Essen 1990, ISBN 3-88474-146-2, S. 168 ff.
- Versöhnung mit Polen als Aufgabe und Weg für die evangelischen Kirchen in der DDR in den siebziger und achtziger Jahren. Anhang Zeitgenössische Kommentare zur kirchlichen Versöhnungsarbeit, Zeitzeugen erinnern sich, ausgewählte Dokumente (= Schriftenreihe des Instituts für Vergleichende Staat-Kirche-Forschung. Heft 6). Hrsg. durch die Gesellschaft zur Förderung Vergleichender Staat-Kirche-Forschung, Berlin 1998, ISBN 3-931232-05-0.
- Aus dem Leben der Russischen Orthodoxen Kirche in Berlin. Verlag am Park, Berlin 1999, ISBN 3-932180-69-0.
- Versöhnungsarbeit mit Polen – Zu einer vom Vergessen bedrohten Leistung der Evangelischen Kirchen in der DDR. In: Manfred Weißbecker, Reinhard Kühnl (Hrsg.): Rassismus, Faschismus, Antifaschismus. Forschungen und Betrachtungen gewidmet Kurt Pätzold zum 70. Geburtstag (= PapyRossa-Hochschulschriften. 32). PapyRossa-Verlag, Köln 2000, ISBN 3-89438-199-X, S. 365 ff.
- (Hrsg. mit Klaus Kinner): Rechtsextremismus und Antifaschismus. Historische und aktuelle Dimensionen (= Rosa-Luxemburg-Stiftung. Schriften. 5). Dietz-Verlag, Berlin 2000, ISBN 3-320-02015-3, online.